# Luiz Augusto Gomes de Mattos
Luiz Augusto Gomes de Mattos (Ribeirão Preto, 02 de junho de 1920 - 2010), foi um advogado e político de Ribeirão Preto, filho do também ex-prefeito da cidade Camilo de Mattos.

## História
Luiz nasceu em Ribeirão Preto em 02 de junho de 1920, filho de Camillo de Mattos e Maria das Dores Gomes de Mattos.
Advogado, não apenas seguiu a profissão do pai, como também o substituiu nos cuidados jurídicos das Usinas Junqueiras.

### Prefeito de Ribeirão
Assumiu o cargo de prefeito de Ribeirão Preto em 30 de outubro de 1945, menos de dois meses depois da morte de seu pai, Camilo de Mattos, que foi prefeito da cidade em 1926. Luiz ficou no cargo até 31 de agosto de 1946, quando renunciou por desavenças com o interventor estadual Macedo Soares, por descordar da tarifa da água.

### Deputado Estadual e vida política
Depois que deixou a prefeitura, Luiz se tornou Deputado Estadual e foi o autor do projeto que criou a Faculdade de Medicina da USP de Ribeirão Preto, em 08 de agosto de 1947.
Ainda atuante no mundo político, foi diretor da Vasp no Governo Adhemar de Barros, depois foi Presidente do Banespa, da Mogiana e da Cosesp – Cia. De Seguros do Estado de São Paulo.
Retornou para Ribeirão Preto em 1985, onde permaneceu até sua morte em 2010.